# 氷川神社 (朝霞市溝沼)
氷川神社（ひかわじんじゃ）は、埼玉県朝霞市の神社。

## 歴史
寛文年間（1661年 - 1673年）に創建された。このとき、村人が畑を耕していたところ、「地類権現」と彫られた石を発見した。当地の領主である中山勘三郎は、この場所が「稲荷山」と呼ばれていたことから、かつては神社があったということで、この地類権現を祀る神社を新たに創建した。なお、現在は「地類権現」と彫られた石の所在は不明となっている。この逸話から当社は「じるいね様」とも呼ばれている。
1907年（明治40年）の神社合祀により、周辺の8社が合祀された。その際に、これまでは地類権現に基づき「地類神社」と称していたが、「氷川神社」に改称した。

## 交通アクセス
- 北朝霞駅より徒歩19分。